# Верховна Рада Республіки Грузія
Верховна Рада Республіки Грузія (груз. საქართველოს რესპუბლიკის უზენაესი საბჭო, sakartvelos respublikis uzenaesi sabcho) — колишній найвищий однопалатний законодавчий орган Грузії, обраний на перших демократичних багатопартійних виборах на Кавказі 28 жовтня 1990 року, коли країна ще була частиною Радянського Союзу. Рада головувала під час проголошення незалежності Грузії від Радянського Союзу у квітні 1991 року.
Законодавчий орган розколовся на ворогуючі фракції та припинив свою діяльність після насильницького державного перевороту, який усунув президента Звіада Гамсахурдіа в січні 1992 року. Прогамсахурдіанській фракції вдалося кілька разів зібратися у вигнанні та знову в Грузії під час невдалої спроби Гамсахурдіа відновити владу пізніше в 1993 році. Вищу раду змінив — після короткого парламентського вакууму, заповненого правлінням Військової ради після перевороту, а потім Державної ради — парламент Грузії, обраний у жовтні 1992 року.
Верховній Раді Республіки Грузія передувала Верховна Рада Грузинської Радянської Соціалістичної Республіки (липень 1938 — листопад 1990), яка, своєю чергою, була наступницею З'їзду Рад Грузії (лютий 1922 — липень 1938).
Голови Президії Верховної Ради були номінальними главами республіки, а Голови Верховної Ради були головуючими в законодавчому органі. Звіад Гамсахурдіа одночасно був виконуючим обов'язки глави республіки та очолюючим законодавчий орган як голова Верховної ради.

## Голови Верховної Ради Республіки Грузія
| Ім'я              | Період                             |
| ----------------- | ---------------------------------- |
| Звіад Гамсахурдіа | 14 листопада 1990 — 14 квітня 1991 |
| Акакій Асатіані   | 14 квітня 1991 — 02 січня 1992     |